# Strefa Kanału Panamskiego
Strefa Kanału Panamskiego (hiszp. Zona del Canal de Panamá, ang. Panama Canal Zone) – pas terenu wzdłuż Kanału Panamskiego o szerokości ok. 16 km wydzierżawiony w 1903 roku Stanom Zjednoczonym przez nowo utworzone państwo Panamę. Pozostawał pod amerykańską administracją do 1999.
Na tym terenie w latach 1904–1914 Amerykanie dokończyli budowę Kanału Panamskiego. Układ między USA i Panamą przyznawał Amerykanom prawo „wieczystego” użytkowania Kanału po opłaceniu jednorazowo 10 mln dolarów i corocznej wpłacie 250 tys. dolarów (później opłatę tę podnoszono). Strefa Kanału, o powierzchni blisko 1700 km², z tego 2/5 to wody wewnętrzne, znajdowała się pod wyłączną jurysdykcją Stanów Zjednoczonych. W latach 70. Panama zażądała rewizji traktatu, domagając się odzyskania suwerenności na tym terenie oraz udziału w zyskach z użytkowania Kanału. Jednocześnie uznała obecność Amerykanów (około 1/3 z 45 tys. mieszkańców w 1970, w tym także wojskowi) w Strefie za nielegalną okupację terytorium kraju. W roku 1977 podpisano nowy traktat, na mocy którego dwa lata później przekazano Panamie około 65% terytorium Strefy. Pozostały teren został ogłoszony terytorium neutralnym i przeszedł pod wspólną administrację Panamy i USA aż do 1999, kiedy przekazano go w całości Panamie.